# Boleslav Strzelewicz
Boleslav Strzelewicz (* 25. August 1857 in Wierzchucin; † 25. Juli 1938 in Dresden) war ein deutscher proletarischer Agitationstheater-Künstler.

## Leben und Werk
Boleslav (auch Boleslaus oder Bernhard) Strzelewicz war der Sohn eines Webers. Im Laufe der Jahre war er preußischer, königlich-sächsischer und dann deutscher Staatsangehöriger.
Er absolvierte eine Lehre als Holzbildhauer und danach seine Wanderjahre. In Zeitz fand er 1876 Arbeit in einer Pianoforte-Werkstatt. Dabei kam er in Kontakt zur Sozialdemokratie, und er trat 1883 dem Zeitzer Arbeiterbildungsverein bei, in dem er aktiv tätig wurde. Er entfaltete sein künstlerisches Talent als Leiter des gemischten Chors „Morgenrot“, mit dem er auch Frauen in die politische Arbeit einbeziehen wollte. 1884 gründete er in Zeitz den sich politisch harmlos gebenden Gesangsverein „Lachmuskel“, den er ebenfalls zur politischen Arbeit nutzte. Um 1880 arbeitete Strzelewicz kurzzeitig als Lokalredakteur der Zeitzer Partei-Zeitung „Volksbote“. Gleichzeitig begann er zur Unterstützung der illegalen Arbeit der Sozialdemokratischen Partei (SPD) während der Repressionen des Sozialistengesetzes politisch-satirische „Bunte Abende“ zu veranstalten. Als Rezitator, Sänger und Humorist feierte er mit einer Kombination von Couplets, Arbeiterkampfliedern und satirischen Reflexionen auf das Zeitgeschehen insbesondere im Thüringer Raum in den Arbeiterkreisen Triumphe.
1891 und 1892 wurde er zu den Parteitagen der SPD in Erfurt und Berlin delegiert, wozu er den Auftrag erhielt, auf dem Kommers nach dem Parteitag mit eigenen Liedern und Gedichten aufzutreten. Auch anlässlich des Berlin-Besuchs von Friedrich Engels in Berlin 1893 trat er auf.

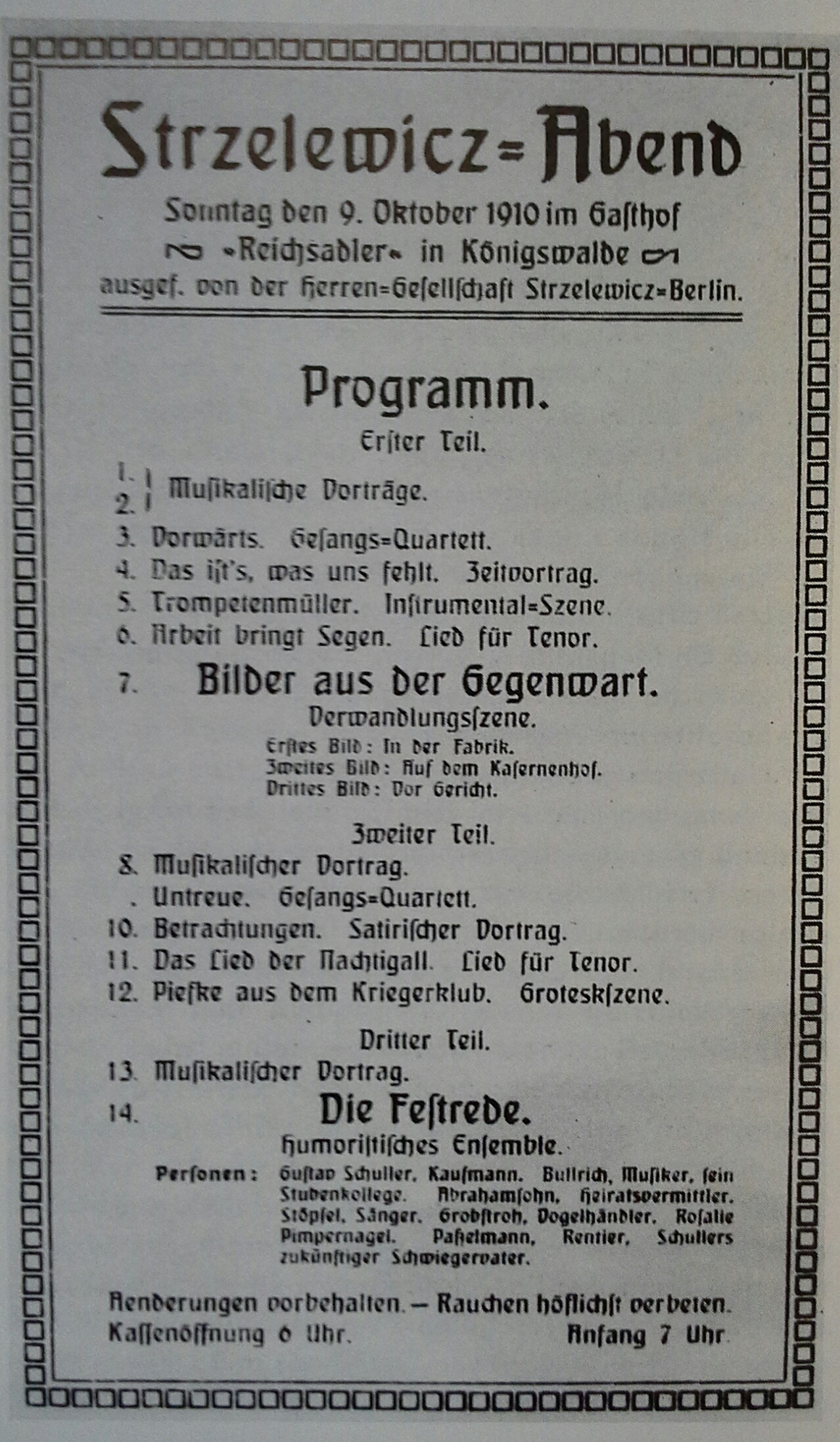
Programm eines Strzelewicz-Abends von 1910.

1892 zog Strzelewicz nach Berlin. Dort gründete er auf Anraten der Partei wenig später eines der ersten Agitprop-Theater, die „Gesellschaft Vorwärts“, ein politisch-satirisches Berufstheater aus drei bis vier Leuten, das als Wanderbühne durch ganz Deutschland zog.
Die politischen und sozialen Zustände im wilhelminischen Deutschland, der Militarismus und der Weltmachtdrang boten den Stoff für die künstlerische Arbeit. Anfangs galten die Auftritte der Gruppe vorwiegend den Politgrößen der Zeit, wie dem „dreihaarigen Ungetüm“ Bismarck und „Putt-putt“, dem preußischen Kulturminister Robert von Puttkamer. Im Couplet „Der Zukunftsstaat“ demonstrierte Strzelewicz die Programmatik der Sozialdemokratie. Gegen die wachsende Kriegsgefahr und die sich vertiefenden sozialen Konflikte trat die Truppe zunehmend mit selbst geschriebenen Einaktern und Zeitstücken wie „Der Deserteur“, „Ein Spitzel in der Falle“ und „Wie wird es gemacht?“ hervor. Es kam zu Auftrittsverboten und Verhaftungen. Strzelewicz wurde u. a. nach §§ 130 und 160 StGB zu vier Wochen Gefängnis verurteilt.
1911 ging er mit der „Gesellschaft Vorwärts“ nach Dresden. Während des Ersten Weltkrieges musste sie ihre Tätigkeit weitgehend einschränken, weil Mitglieder der Truppe eingezogen worden waren. Strzelewicz setzte sich mit seinen „Künstlerischen Unterhal-tungsabenden“ und in Schriften vehement für eine Beendigung des Krieges ein. Zu einem Unterhaltungsabend der „kleinen Künstlertrup-pe des Genossen Strzelewicz“ im Solinger Hotel Monopol schrieb die „Bergische Arbeiterstimme“ am 15. Juli 1918: „Strzelewicz ist so innig mit dem geheimsten Fühlen und Denken der Männer und Frauen des sozialistischen Proletariats verknüpft, er findet in der Auswahl des künstlerischen und politischen Stoffes für sein Programm ganz meisterhaft heraus, was in der Seele unserer Leute laut widerklingt.“
Nach Kriegsende baute Strzelewicz die „Gesellschaft Vorwärts“ in Dresden wieder auf.
Strzelewicz gehörte zum linken Flügel der SPD, wendete sich aber nach Kriegsende wegen der Haltung deren einflussreicher rechter Führer von der SPD ab. 1920 trat er in die KPD ein, und er agitierte mit seiner Truppe für die Partei und deren Vorfeldorganisationen. Mit dem Stück „Die Fürstenparade“ attackierte er die Haltung der SPD-Führung zur Fürstenenteignung. Mit dem Zeitstück „Der Traum des Generals“, in dem er den Weg in eine friedliche Zukunft ohne Finanzkapital beschwor, fand die Truppe großen Anklang. Am 1. Mai 1922 gab es, wie aus einem Polizeibericht ersichtlich ist, im Hohenzollernpark Magdeburg bei einem Auftritt 1500 Besucher.

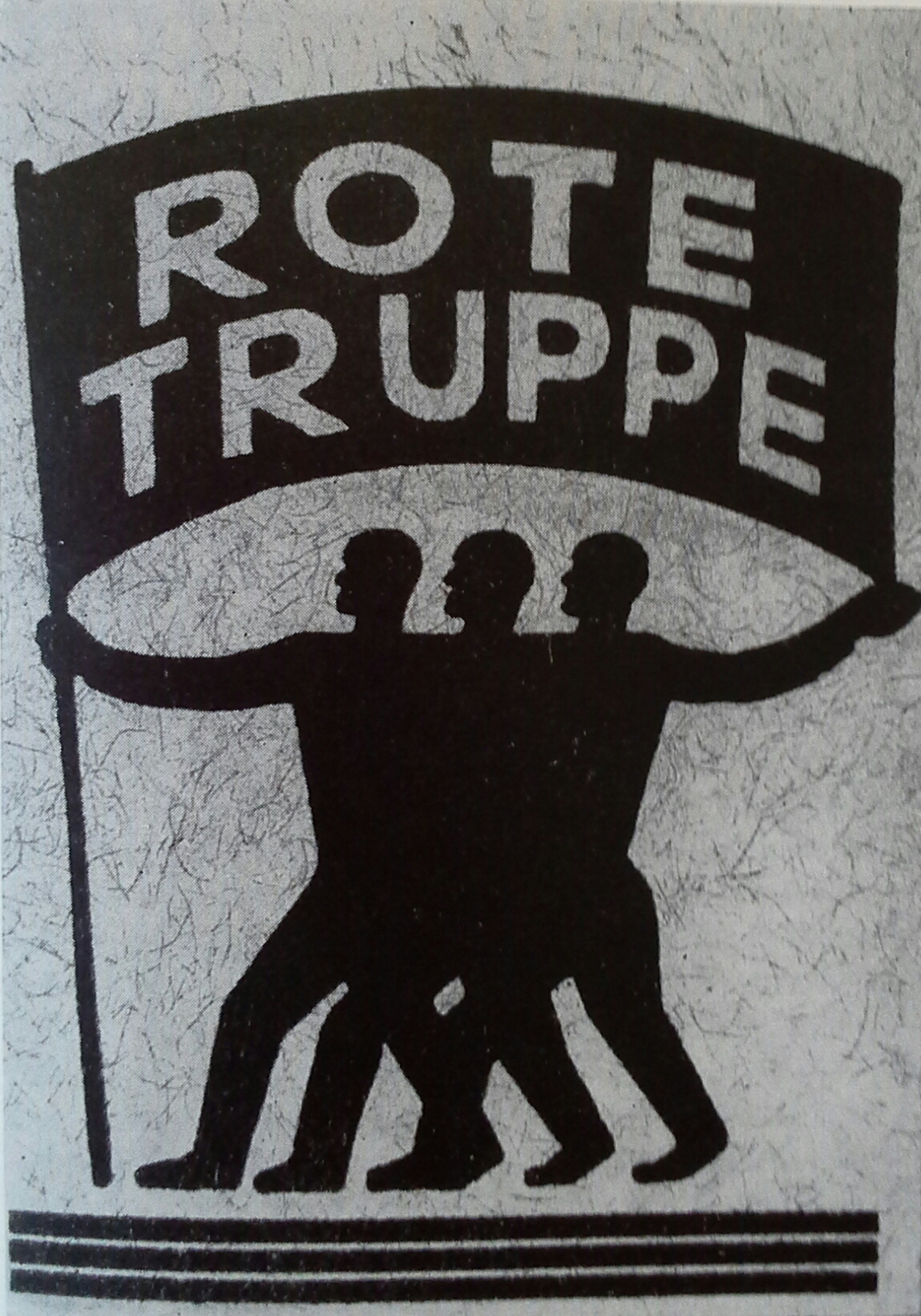
Von Otto Griebel entworfenes Emblem der „Roten Truppe“

1924 gründete Strzelewicz in Dresden die „Rote Truppe“. Zu deren Kern gehörten seine Tochter, die Schauspielerin Gertrud Strzelewicz (* 1896), der gelernte Tischler Philipp Ost (* 1891), der Maler Otto Griebel, der u. a. das Emblem der Truppe entwarf und für die Büh-nendekoration verantwortlich war, und der Techniker Hans Maut. Strzelewicz war als Leiter der Truppe zugleich Schauspieler, Kompo-nist und Textautor. Je nach Bedarf wurden weitere Mitwirkende hinzugewonnen. Glanzstücken des Repertoires waren die „Genfer Völkerverbundskomödie“ und eine Groteske auf den Dawes-Plan. Die Truppe warnte schon früh mit Stücken wie „Die Erhardt-Hitler-Garde“ vor dem Faschismus.
1928 sprach Strzelewicz zur Eröffnung des 10. Bundeskongresses des Arbeiter-Theater-Bundes Deutschland (ATBD). Ein wichtiges Anliege war ihm die Propagierung der Freundschaft mit dem jungen Sowjetstaat. Dafür veranstaltete er u. a. Kunstabende zur Unterstützung der 1921 von der Internationalen Arbeiterhilfe (IAH) gegründeten „Künstlerhilfe“.
Immer wieder wurde die Staatsmacht aktiv. Der Oberstaatsanwalt Erfurt schrieb 1928 an den Preußischen Justizminister, dass die „Rote Truppe“ „auf vorherige Bestellung kommunistischer Organisationen und Vereine im Umherreisen in deutschen Städten „proletarische Kunstabende“ veranstaltet …“ Die Mitglieder „sind rein kommunistisch eingestellt, treten meist nur bei kommunistischen Veranstal-tungen auf, und treiben dabei kommunistische Propaganda.“ Die Oberstaatsanwaltschaft Erfurt führte 1928 ein Ermittlungsverfahren gegen Strzelewicz, seine Tochter und Ost wegen „öffentlicher Kritik an der katholischen Kirche und an der Reichsregierung“ auf einem „proletarischen Kunstabend“ der „Roten Truppe“ in Erfurt, den die Erfurter Ortsgruppe der Roten Hilfe bestellt hatte. Die Veranstaltung war „gegen geringes Entgelt allgemein zugänglich.“
Die einsetzende Weltwirtschaftskrise erzwang 1928 die Auflösung der „Roten Truppe“. Strzelewicz blieb mit seiner „Einmannbühne“ und im Zusammenwirken mit anderen Arbeiterkünstlern aktiv, z. B. im Herbst 1928 als Rezitator mit der Agitproptruppe „Rote Raketen“. Im November 1931 informierte das Innenministerium Thüringens das Reichsministerium des Inneren: „In den letzten Wochen hat der bekannte Schauspieler und Schriftsteller Strzelewicz im Auftrage verschiedener kommunistischer Organisationen in Thüringen Unterhaltungsabende abgehalten, die wir schließlich … untersagt haben.“
Noch im Frühjahr 1932 war Strzelewicz auf einer Tournee im Bezirk Köln-Mittelrhein. Seine letzten Auftritte waren wohl im Herbst 1932 in Dresden im Kristallpalast, im Drei-Kaiser-Hof und im Saal von Hammers Hotel in Striesen.
Er fuhr dann zur Erholung in den Süden der Sowjetunion. Als er zurückkam, waren die Nazis an der Macht. Strzelewicz hielt sich als Hausierer mit Kaffee und Schokolade über Wasser. Dabei trug er den Leuten an der Haustür mitunter politische Gedichte vor. Diese Tätigkeit nutzte er wohl auch zur Kontaktpflege mit Gesinnungsgenossen. Verbürgt ist, dass er Kontakt zu politisch Inhaftierten aufnahm und ihnen Mut zusprach. So sandte er ihnen „Kartengrüße“, die er als „Onkel Bernhard“ zeichnete. Auf einer der Karten stand verschlüsselt „Kopf hoch und nicht verzagen, der Frühling folgt den Wintertagen.“
Mutmaßlich 1928 veröffentlichte Strzelewicz im Selbstverlag das Buch „35 Jahre Künstler-Fahrten unter deutscher Monarchie und Republik“.
Strzelewicz war mit der Schriftstellerin Anna Strzelewicz verheiratet. Das Adressbuch verzeichnete ihn letztmalig 1938 als „Schriftsteller Boleslaus Strzelewicz“ in der Hüblerstraße 53. Er wurde im Urnenhain Tolkewitz beigesetzt. Seine Lebenserinnerungen befinden sich im Stadtmuseum Dresden.